# Portal 2
Portal 2 — відеогра жанру головоломки від першої особи, продовження гри Portal (2007), розроблене компанією Valve Corporation. Гра вийшла 19 квітня 2011, для Microsoft Windows, OS X, Xbox 360, PlayStation 3, для Linux 26 лютого 2014 та 28 червня 2022 року для Nintendo Switch.
Серед нововведень ігрового процесу в Portal 2 присутній кооперативний режим для проходження двома гравцями, сюжетна лінія якого відрізняється від сюжету одиночного режиму. Події гри відбуваються через деякий час після фіналу Portal в зруйнованій Лабораторії дослідження природи порталів Aperture Science. Героїня попередньої гри Челл знову стає піддослідною штучного інтелекту GLaDOS, але отримує шанс нарешті вирватися з лабораторії.

## Ігровий процес

Нові елементи ігрового процесу: гель, що переноситься транспортною воронкою

### Основний
В основі ігрового процесу Portal 2 лежить вирішення головоломок з використанням переносного пристрою для створення порталів. Портали дозволяють створювати два пов'язаних між собою розриви в просторі, крізь які Челл (в мультиплеєрі двоє роботів) може переміщуватися сама і переносити різні предмети. Персонаж подорожує по різних місцях комплексу Aperture Science, де йому зустрічаються як занедбані і покриті густою рослинністю тестові камери (серед них і присутні в першій грі), так і нові, в тому числі динамічно змінні.
Новим елементом ігрового процесу стали різного роду рідини. Помаранчевий «Штовхальний гель» (англ. Propulsion Gel) збільшує швидкість пересування. Синій «Відштовхувальний гель» (англ. Repulsion Gel), пружно відштовхує протагоніста і дозволяє здійснювати високі стрибки. Білий «Перетворювальний гель» (англ. Conversion Gel) дозволяє створювати на ньому портали. До прикладу, якщо поверхня не підходить для створення порталу, на неї можна нанести цей гель.
У Portal 2 включені нові елементи проходження тестових камер. До таких належить «Транспортна воронка» (англ. Excursion Funnel), що є тунелем з синіх спіралеподібних енергетичних ліній, по якому можуть пасивно переміщатися протагоніст і різні об'єкти, включаючи автоматичні турелі і гелі. Персонаж не може контролювати своє переміщення уздовж тунелю, але може в будь-який момент вийти з нього. Транспортну воронку можна перенаправляти за допомогою порталів, міняючи точку її виходу, завдяки чому можна потрапити в недоступні місця. Ця властивість необхідна для проходження окремих кімнат. Ще одним нововведенням стали «Мости щільного світла» (англ. Hard Light Bridge), що проектують напівпрозорі плоскі містки, які можна спрямовувати порталами. Мости, крім того щоб переміщатися по них над небезпечними поверхнями, можуть використовуватися як перешкоди, щоб зупинити падіння предметів. Додатково, за допомогою вертикального моста можна відгородитися від пострілів турелей. Далекі відстані в тестових камерах персонаж може долати за допомогою «Повітряної панелі віри» (англ. Aerial Faith Plate), яка з великою силою підкидає героїв та інші об'єкти.
У вирішенні головоломок нововведенням також стали «Куби заломлення пригніченості» (англ. Discouragement Redirection Cubes), які своїми гранями заломлюють промені «Термічних пригнічувальних променів» (англ. Thermal Discouragement Beam). Термічний промінь при цьому може використовуватися як для підведення живлення до відповідних гнізд, так і знищення противників.
У кооперетивному режимі доступні «Округлені куби безпеки» у формі сфери. Їх застосування ідентичне простим «Обтяженим кубам», але ці призначені для поміщення у спеціальні лотки. Вони не можуть лежати на рівному місці і підстрибують.

### Кооперативний режим
У Portal 2 наявний режим гри для двох гравців, які, взаємодіючи один з одним, разом проходять тестові камери і вирішують головоломки. Гравець може бачити те, що бачить напарник, з використанням розділеного екрана. Обом гравцям дається по портальній гарматі, які відрізняються кольором створюваних порталів: синій і фіолетовий кольори, та червоний і помаранчевий. Більшість головоломок в кооперативному режимі так само полягають у застосуванні порталів і їх взаємодії з різними елементами тестових камер. На відміну від одиночної гри, після загибелі будь-якого робота, на заміну конструюється новий і з'являється в певному місці карти.
Для зручності зв'язку між гравцями і координування їх дій передбачено розміщення спеціальних маркерів в тестових камерах, які дозволяють звертати увагу партнера на потрібний об'єкт, місце або закликають до дії. Також персонажам дана можливість робити незначні для ігрового процесу дії — наприклад подавати один одному знаки жестами рук просто потанцювати.

## Сюжет

### Однокористувацький режим
Челл кілька разів прокидається в своїй житловій капсулі, за які розуміє, що минуло кілька років. GLaDOS повідомляє про побічні ефекти анабіозу і знову занурює Челл в сон. Після чергового пробудження в лабораторії стається щось позаштатне, її зустрічає один з численних модулів особистості GLaDOS на ім'я Вітлі, який проводить її до рятувальної капсули крізь лабораторію. В результаті вони потрапляють в кімнату управління, де, намагаючись подати живлення на рятувальну капсулу, Вітлі випадково вмикає GLaDOS, котра відновлює випробування з портальною гарматою і одночасно з цим береться за відновлення зруйнованої лабораторії.
Згодом Вітлі, який досі ховався, допомагає Челл втекти. Вони вирішують знищити GLaDOS і слідують в цех з виробництва бойових турелей, де замінюють еталонний зразок бракованим, чим спричиняють випуск тільки бракованих виробів. Потім друзі знищують запаси нейротоксину, щоб позбавити GLaDOS і цієї зброї. Незабаром Челл і Вітлі розділяються, дівчина потрапляє в пастку, влаштовану GLaDOS. Намагаючись убити Челл, GLaDOS спочатку активує турелі, але, бачачи, що вони браковані, намагається випустити нейротоксин, та замість цього крізь трубу з'являється Вітлі. Це дає час і Челл замінює модуль особистості суперкомп'ютера на Вітлі за допомогою «кнопки прийняття рішення». Отримавши владу над комплексом, Вітлі мстить GLaDOS, помістивши її чип на картопляну батарейку. Після цього він, засліплений набутою силою, свариться з Челл та ламає ліфт з нею. Вона разом з GLaDOS падає на нижні рівні лабораторії.
Челл незабаром знаходить GLaDOS, викрадену птахом, який поселився в комплексі, і комп'ютер вмовляє дівчину взяти її з собою, аби разом побороти Вітлі. Вони проходять покинуті приміщення лабораторії, за якими відслідковують її історію від початку 1950-х і закінчуючи занепадом в 1980-і. Aperture Science переходила від тестування своїх технологій на космонавтах до безпритульних і врешті на співробітниках самої корпорації. Весь цей час супроводжує записаний на плівку голос засновника лабораторії Кейва Джонсона. Іноді в його бесіду встряє голос асистентки Керолайн, почувши який GLaDOS згадує — її основоположний модуль створений саме на основі Керолайн, якій Джонсон підкінець довірив управління лабораторією. Однак, він наказав насильно оцифрувати розум асистентки, що спричинило агресію і дивацтва комп'ютера.
Вибравшись звідти в діючі приміщення, Челл потрапляє в нові тестові камери Вітлі. Той за час відсутності Челл невміло переробив лабораторію на свій лад, будучи не в змозі протистояти програмі, що змушує його продовжувати експерименти. В лабораторії виникає небезпека вибуху реактора.
Пройшовши майже всі тести, Челл зустрічається з модулем Вітлі. Картоплина з GLaDOS поміщається в пульт управління, а сама дівчина бере на себе відкриту боротьбу з суперкомп'ютером. Вітлі вирішує не повторювати помилок GLaDOS і тому видаляє з поля бою всі поверхні, на яких можливе відкриття порталів. Однак він забуває про труби, які вибухають від його ж бомб і заливають кімнату різнокольоровими гелями. По черзі додаючи до Вітлі браковані модулі, Челл викликає в ньому критичну помилку, яка дає можливість зробити зворотну заміну Вітлі на GLaDOS. Однак, відкинута вибухом замінованої «кнопки прийняття рішення», вона втрачає можливість остаточно розправитися з ворогом. Несподівано над Вітлі обрушується частина даху і стає видно Місяць в нічному небі. Згадавши, що «Перетворюючий гель» робився з перемеленої місячної породи, героїня вистрілює портальною гарматою в Місяць, де створює перехід між його поверхнею і лабораторією. Вітлі разом з Челл затягує в космос, та GLaDOS рятує дівчину, захопивши її маніпулятором. Коли Челл приходить до тями, перед нею стоять роботи, створені GLaDOS їй на заміну.
Знову взявши під свій контроль лабораторію, GLaDOS наводить там лад і дякує Челл за допомогу. Вона видаляє зі своєї пам'яті особистість Керолайн і робить висновок, що Челл приносить одні неприємності, тож її простіше відпустити, ніж намагатися вбити. Челл заходить у ліфт, проїжджаючи яким бачить турелі, що виконують на її честь прощальну пісню. Ліфт зупиняється і Челл опиняється посеред пшеничного поля. За мить слідом за нею викидається обгорілий Куб-компаньйон, якого вона викинула в піч наприкінці гри Portal.
Після титрів демонструється відеоролик, в якому Вітлі, літаючи посеред космосу, шкодує про те, що зробив. Навколо нього літає бракований модуль особистості, схиблений на космосі, надокучаючи Вітлі своєю балаканиною.

### Кооперативний режим
Створені GLaDOS роботи Атлас і Пі-Боді проходять випробування, після яких GLaDOS відправляє їх за межі лабораторії на пошуки секретних даних. Отримавши потрібну інформацію, GLaDOS посилає роботів в покинутий бункер, де, за її словами, знаходяться «голодні і поранені люди». Після вирішення головоломок роботи розкривають бункер, де знаходять капсули з людьми. GLaDOS каже, що отримала те, що хотіла, а роботів оголошує рятівниками науки, після чого знищує їх.
У доповненні «Експертна Оцінка» GLaDOS знову збирає Атласа і Пі-Боді і в нових тестових камерах вводить їх в курс подій. Вона говорить, начебто минуло сто тисяч років відтоді, як востаннє збирала їх. Тепер випробування з порталами — це вид мистецтва, які вона демонструє людям.
Проте скоро з'ясовується, що минув лише тиждень. На нижніх рівнях лабораторії знаходиться прототип GLaDOS, який невідомим чином ввімкнувся і тепер намагається взяти контроль над комплексом, відключаючи важливі системи. Роботи були знову зібрані з метою запустити ці системи вручну, а також з метою знищення прототипу.
Коли роботи досягають нижніх рівнів і входять в кімнату з прототипом, виявляється, що на клавіатурі прототипу звив гніздо птах. Птах випадково натискає клавіші на клавіатурі, чим деактивовує системи комплексу. GLaDOS панікує, але роботи проганяють птаха, після чого GLaDOS хвалить їх. Залишені в гнізді яйця GLaDOS спершу хоче знищити, проте передумує і зупиняє роботів. Фінальний ролик демонструє GLaDOS, яка спостерігає за пташенятами в інкубаторі і вже має щодо них якісь плани.

## Оцінки й відгуки
| Агрегатор    | Оцінка                                   |
| ------------ | ---------------------------------------- |
| GameRankings | (PC) 95.16% (X360) 94.00 % (PS3) 93.95 % |
| Metacritic   | 95/100                                   |

| Видання        | Оцінка |
| -------------- | ------ |
| 1Up.com        | A+     |
| Edge           | 9/10   |
| Eurogamer      | 10/10  |
| G4             | 5/5    |
| IGN            | 9.5/10 |
| PC Gamer (США) | 94/100 |

Portal 2 отримала схвалення від критиків по всьому світу, зібравши на агрегаторі Metacritic 95 балів зі 100. Гра впродовж 2011 року займала місця від третього по п'яте як найвище оцінювана. Декілька оглядачів попередньо оцінили Portal 2 як претендента на «Гру року», тоді як чимало інших навіть називали її найкращою грою всіх часів. У сервісі Steam Portal 2 утримує позиції найвище оцінюваної гравцями гри — 99 % схвальних відгуків з понад 250 тис.
Загалом Portal 2 визнавалася кращою за першу частину. Оглядач з Eurogamer Олі Велш відгукнувся, що ця гра уникає тих пасток, в які потрапляють творці продовжень, сказавши як підсумок: «Portal чудова. Portal 2 — ні. Вона краща за Portal». Чарлз Он'єт з IGN написав, що Portal 2 «змушує оригінал виглядати наче то був прототип» за розширення гри у ігровому процесі й сюжеті.
Багато оглядачів високо оцінили текст і озвучення гри. Ден Степлдон з Entertainment Weekly зауважив, що був здатний передбачити багато поворотів сюжету Portal 2, однак «все одно очікував їх тільки аби побачити як персонажі реагуватимуть»; від похвалив і розробку персонажів: «їхній шарм робить світ, який в іншому випадку був би порожнім і безжиттєвим, шаленим і живим». Загалом персонажі отримали схвалення від численних критиків.